# Gabrov pedic
Gabrov pedic (znanstveno ime Campaea margaritata) je metulj iz družine pedicev, ki je razširjen po Severni Afriki, Aziji in Evropi, tudi v Sloveniji.

## Opis in biologija
Odrasli metulji imajo premer kril med 30 in 40 mm. V Sloveniji se pojavljajo v od junija do septembra v dveh generacijah. Samice so znatno večje od samcev.